# Мёркли, Ларри
Ла́рри Мёркли (англ. Larry Merkley; род. 1943) — канадский кёрлингист.
В составе мужской команды Канады чемпион мира (1993). Двукратный чемпион Канады среди мужчин (1987, 1993).

## Достижения
- Чемпионат мира по кёрлингу среди мужчин: золото (1993).
- Чемпионат Канады по кёрлингу среди мужчин: золото (1987, 1993), серебро (1986, 1992, 1994), бронза (1989).

## Команды
| Сезон   | Четвёртый   | Третий       | Второй          | Первый          | Запасной     | Турниры             |
| ------- | ----------- | ------------ | --------------- | --------------- | ------------ | ------------------- |
| 1979—80 | Расс Ховард | Ларри Мёркли | Robert Rushton  | Кент Карстерс   |              | ЧК 1980 (7 место)   |
| 1985—86 | Расс Ховард | Гленн Ховард | Тим Белькур     | Кент Карстерс   | Ларри Мёркли | ЧК 1986             |
| 1986—87 | Расс Ховард | Гленн Ховард | Тим Белькур     | Кент Карстерс   | Ларри Мёркли | ЧК 1987 · ЧМ 1987   |
| 1988—89 | Расс Ховард | Гленн Ховард | Тим Белькур     | Кент Карстерс   | Ларри Мёркли | ЧК 1989             |
| 1990—91 | Расс Ховард | Гленн Ховард | Уэйн Мидо       | Питер Корнер    | Ларри Мёркли | ЧК 1991 (7 место)   |
| 1991—92 | Расс Ховард | Гленн Ховард | Уэйн Мидо       | Питер Корнер    | Ларри Мёркли | ЧК 1992             |
| 1992—93 | Расс Ховард | Гленн Ховард | Уэйн Мидо       | Питер Корнер    | Ларри Мёркли | ЧК 1993 · ЧМ 1993   |
| 1993—94 | Расс Ховард | Гленн Ховард | Уэйн Мидо       | Питер Корнер    | Ларри Мёркли | ЧК 1994             |
| 1997—98 | Расс Ховард | Гленн Ховард | Scott Patterson | Phil Loevenmark | Ларри Мёркли | КООК 1997 (9 место) |

(скипы выделены полужирным шрифтом)